# Euchloe aegyptiaca
Euchloe aegyptiaca é uma borboleta da família Pieridae. Ela é encontrada a partir da Líbia até ao Egito e à Jordânia, estendendo-se pela Arábia Saudita.
As larvas alimentam-se de espécies Brassicaceae, incluindo Diplotaxis harra.